# Міст дей-Пуньї
Міст дей-Пуньї або Міст Кулаків (італ. Ponte Dei Pugni) — венеційський міст, розташований в районі Дорсодуро, неподалік від кампо Сан-Барнаба.
Назва походить від давньої венеційської традиції влаштування кулачних боїв. 
Початок бійкам на мосту дали ворогуючі клани Кастеллані і Ніколотті. Постійне суперництво між ними вилилось у змагання з кулачної боротьби, а також з боротьби кийками.
Ці змагання дозволялися проводити з вересня до Різдва, в основному на мостах без парапетів, серед яких перевага надавалась мостам Св.Барнаби, який відоміший як Міст Кулаків, Санта-Фоска (Santa Fosca) і Сан-Марціале (San Marziale). 
Мета «гри» - скинути супротивника з мосту в канал. Дотепер на Мосту деї-Пуні можна побачити пару відмічених слідів, де стояли два бійця на початку змагання.
Населення так захоплювалося змаганнями, що, коли сталася сильна пожежа у монастирі св. Джироламо, ніхто не хотів поспішати приборкувати вогонь. Це змусило втрутитися священика з храму Св. Барнаби, який з розп'яттям у руках вгамовував бійців. 
У 1705 році зіткнення були суворо заборонені. 30 вересня цього року міст став ареною кривавої бійні, яка почалася боротьбою на кулаках, а закінчилася бійкою з використанням каміння і ножів. 
Згодом влада дозволила Кастеллані та Ніколотті обмежитися скачками і здійснювати менш жорстокі змагання, такі як «Сила Геракла» і «Регата».
Протягом наступних років біля мосту стали пришвартовуватися човни для продажу свіжих фруктів і овочів.